# Ef Zámbó István
ef Zámbó István (Salgótarján, 1950. január 3. –) magyar festő, grafikus, szobrász, zenész.

## Élete
Zámbó Béla és Kovanda Klára gyermekeként született.
1967–1969 között a kecskeméti Petőfi Nyomda kézi- és gépszedője, 1969–1970 között az NDK-ban egy mezőgazdasági gépgyár présgépkezelője, 1970-ben a szentendrei kemping éjjeliőre, 1971–1980 között a szentendrei Vízművek gépésze volt.
1965 óta foglalkozik festészettel, zenével, irodalommal, filmmel. A szentendrei Vajda Lajos Stúdió egyik alapító tagja, 1969–1979 között a szentendrei szabadtéri tárlatok egyik szervezője, 1974–1985 között a Fiatal Képzőművészek Stúdió tagja volt. 1980-ban az A. E. Bizottság együttes egyik alapító tagja, jelenleg az ef Zámbó Happy Dead Band kommandó-esztrádzenekar vezetője. 1985-ben barátaival megalakította az Új Modern Akrobatika music-performance csoportot, 1987-ben pedig a Vajda Lajos Művészeti Szabadiskolát. 1982–ben a svédországi Layota Art cég festészeti ösztöndíjasa volt. 
1991 óta műgyanta szobrokat készít. 1993-ban létrehozta a Planetáris Űrharmonikusok 80 tagú együttest, és 4 űropera-előadást tartott.

## Festményei

### EBF
- Zenés koponya (2019)
- Ikon a lábasban (2017)
- Mechanikus ikon sugárzó koporsóval (2001)
- Táj varrott szájjal (1972)
- Békés hétköznapok (1980)
- Sugárzó koporsóvégű önfényszopó halott (1990)
- Tiszta szerelem unikummal (1999)
- Befőttmű (2000)
- Befőtt (2000)
- Dali csíkos farkú krampusszal (2000)
- Abszolút emlék I-II. (2000)
- Oltár fejes vonalzóval (2000)
- Ikon életfával (2000)
- Lebegő feszületek koponyákkal (2000)
- Szentendrei munkás oltár (2000)
- Két oltár (2000)
- Tiszta szerelem (2000)
- Torzó glóriával (2000)
- Tudásszomj madárral (2000)
- 2 ikon piros hallal (2004)
- Betört kancsótojáshéjfejű edwin (2004)
- Családfő 2 házzal (2004)
- Dali cseresznyével (2004)
- Elégett gyufaszálba szerelmes félhold (2004)
- Életfa dinamittal és koponyával (2004)
- Életfa dinamittal (2004)
- Életfa fűrésszel és locsolókannával (2004)
- Életfa fűrésszel (2004)
- Fej szögesdróttal (2004)
- Glóriákkal játszó krampusz (2004)
- Hold a szerelmes hóna alatt (2004)
- Igaz befőtt (2004)
- Ikon mechanikus holdfényben (2004)
- Jelképcsendélet (2004)
- Kétszájú önarckép félholddal (2004)
- Kis király tankkal (2004)
- Kotta koponyával (2004)
- Krampusz létra (2004)
- Krampuszon lovagló akt a lábtörlő alatt (2004)
- Kémény kezű csont pár (2004)
- Kísérlet a tudás átadására (2004)
- Lakatlan szívek (abszolút emlék) (2004)
- Legyező bumeránggal (2004)
- Lélektorna tankkal (2004)
- Létra-befőtt (2004)
- Magyar befőtt (2004)
- Mechanikus ikon három glóriával (2004)
- Mechanikus ikon sugárzó koporsóval (2004)
- Muzikális király szánkózó hangjeggyel (2004)
- Rohanó karácsonyfa (2004)
- Szamárhegy szimbólumokkal1 (2004)
- Szerelmes szív szmogban (2004)
- Szobor 2 félholddal (2004)
- Szomorú szerelmek (emlék befőtt) (2004)
- Szőrös szentmaci tartós emlékkel (2004)
- Szőrösnyelű szent kalapács (2004)
- Tankkal játszó muzikális király (2004)
- Tartós család (2004)
- Tartós emlék (befőtt mű) (2004)
- Tartós emlék (2004)
- Tartós szerelem (2004)
- Tulipán 2 gyógyuló madárral (2004)
- Törpe torzóval (2004)
- Új magyar művészet (2004)
- Zenés koponya (2004)

### Olajfestményei
- Szeretkező felhőkarcolók (1986)
- Mosolyterpesz katicabogárral (1999)
- A tudás eredete (Őstudásszomj) (1999)
- Glóriákkal játszó krampusz (2000)
- Haláldal (2000)
- Ikon az esőben (2000)
- Újsötét (2001)
- Emberkép (2002)
- Munkásoltár (2002)
- Négy végtelen (2002)
- Házi oltár (2004)
- Leonardo után szabadon (2004)
- Zenés koponya (2004)
- Építő tudásszomj (2005)

### Szobrai
- A Nagy Átkelés Előkészületének III. Pszichoprenaturális Teknője (1971)
- Érdekes lányok (1974, 1990)
- Gyógyuló ikon (2005)

## Filmjei
- Kutya éji dala (1983)
- Jégkrémbalett (1984)
- Rend a lelke (1993) (rendező, színész)
- Tisztaság fél egészség (1997) (rendező, színész)
- Tiszta lap (2002)
- Dixi (2003)
- Alterego (2007) (zeneszerző)

## Lemezei
- Kalandra fel! (1983) A. E. Bizottság
- Jégkrémbalett (1984) A. E. Bizottság
- Amor guru (1986) A. E. Bizottság
- Szerelem élet halál (1989) Happy Dead Band
- Himalája (1991) Happy Dead Band
- Szamárhegyi válogatás (2004) Happy Dead Band
- Metastabil (2014) Happy Dead Band

## Díjai, elismerései
- A Magyar Köztársasági Érdemrend lovagkeresztje (2006)
- Munkácsy díj (2010)
- Párhuzamos Kultúráért díj (2015)[2]